# Crema de castanya
La crema de castanya és un dolç occità a base de castanyes. Es tracta d'una mena de pasta untable de color marró, més aviat dura i enganxosa si la comparem amb una melmelada, bastant similar a un codonyat, que s'utilitza per a untar en pa, per a menjar-la tal qual o com a ingredient en postres més o menys senzills. Es pot fer casolana, considerada com una forma més de conservar aquest fruit tan abundant, o també n'existeixen diverses marques comercials que les venen als supermercats de tota França i en alguns de l'estranger.
La versió industrial es diu que és originària de Clément Faugier, que l'hauria creada el 1885 per aprofitar les restes de castanyes confitades (marron glacé), que es trenquen amb molta facilitat a la seva elaboració i que, trencades, ja no es podien vendre. Avui en dia no és només un subproducte sinó que s'elaboren industrialment també directament com a producte final.
La crema de castanyes, a Occitània, es menja típicament barrejada amb petit suisse natural. Unes postres senzilles molt típiques són les figues fresques tallades a quarts al llarg i cobertes d'aquesta mescla.